# Ted Kotcheff
William Theodore Kotcheff, nacido como Velichko Todorov Tsochev (Toronto, 7 de abril de 1931-Nuevo Vallarta, 10 de abril de 2025), conocido como Ted Kotcheff y en ocasiones acreditado como William Kotcheff o William T. Kotcheff, fue un director búlgaro-canadiense de cine y televisión. Es conocido por su trabajo en producciones de televisión británicas de alto nivel, además de dirigir el clásico australiano Wake in Fright y éxitos de Hollywood como Rambo: First Blood, Uncommon Valor y North Dallas Forty.

## Biografía

### Primeros años
Ted Kotcheff nació en Toronto, hijo de padre búlgaro y madre búlgara de Macedonia. Tras graduarse en Literatura Inglesa en la Universidad de Toronto, Kotcheff comenzó su carrera en televisión a los 24 años, cuando se unió al equipo de la Canadian Broadcasting Corporation (CBC). Allí trabajó dos años en programas como General Motors Theatre, antes de trasladarse en 1958 al Reino Unido.

### Carrera
Kotcheff dirigió algunos episodios de la antología Armchair Theatre de 1958 a 1964. Durante la emisión de Underground, el 30 de noviembre de 1958, Kotcheff tuvo que lidiar con la repentina muerte de uno de los actores entre dos escenas. Al año siguiente, Kotcheff dirigió No Trams to Lime Street.
Kotcheff también trabajó en el teatro, y en 1962 hizo su primera película, Tiara Tahiti. Dirigió otras películas durante la década, como Life at the Top (1965) y Two Gentlemen Sharing (1969).
En 1971, dirigió el clásico del cine australiano Wake in Fright. Fue muy aclamada en Europa y fue la representante de Australia en el Festival de Cine de Cannes. Ese mismo año Kotcheff volvió a la televisión, y dirigió la producción Edna, the Inebriate Woman para la BBC, la que le sirvió para ganar un premio de la Academia Británica de Televisión por Mejor Director.
En 1972, volvió a Canadá, donde dirigió varias películas, incluyendo la adaptación de la novela de su amigo Mordecai Richler The Apprenticeship of Duddy Kravitz. La película ganó el Oso de oro en el Festival de Cine de Berlín, convirtiéndose en el primer filme canadiense en ganar un premio internacional. Dirigió muchas otras películas durante las décadas de 1970 y 1980.
Sin embargo, su trabajo más conocido fue la película de 1982 Rambo: First Blood (Acorralado, en España), protagonizada por Sylvester Stallone y basada en la novela homónima de David Morrell. Este film supuso la primera aparición en pantalla del personaje John Rambo, que posteriormente ha protagonizado cuatro películas más.
En los años 1990 volvió a la televisión y trabajó en series estadounidenses como Red Shoe Diaries y Law & Order: Special Victims Unit.Aun así continuó haciendo películas como Desafío final (1995).

### Vida personal
Residía en Nuevo Vallarta, México.

## Premios y distinciones
Festival Internacional de Cine de Berlín
| Año  | Categoría  | Película                        | Resultado |
| ---- | ---------- | ------------------------------- | --------- |
| 1973 | Oso de Oro | El aprendizaje de Duddy Kravitz | Ganador   |